# بان-دو-بروتاین
بان-دو-بروتاین (به فرانسوی: Bain-de-Bretagne) یک کمون (فرانسه) در فرانسه است که در بخش ردون واقع شده‌است. بان-دو-بروتاین ۶۴٫۷۷ کیلومتر مربع مساحت دارد.